# Horní Myslová
Horní Myslová là một làng thuộc huyện Jihlava, vùng Vysočina, Cộng hòa Séc.